# Abigail Spencer
Abigail Leigh Spencer (Gulf Breeze, 4 agosto 1981) è un'attrice statunitense.

## Biografia
Spencer è nata e cresciuta a Gulf Breeze, in Florida, figlia di Lydia Ann (Brown) e del surfista Yancy Spencer III. Ha due fratelli, Yancy Spencer IV (1973) e Sterling Spencer (1986).
Il primo ruolo di rilievo interpretato da Spencer è stato quello di Becca Tyree nella soap opera La valle dei pini. In seguito ha recitato nella serie televisiva di Lifetime Angela's Eyes. Negli anni successivi è apparsa come guest star in varie serie televisive, tra cui CSI - Scena del crimine, How I Met Your Mother, Private Practice, Castle e Suits.
Nel 2009 Spencer ha interpretato Miss Farrell, interesse amoroso del protagonista Don Draper nella serie televisiva Mad Men. È apparsa in diversi film, tra cui In My Sleep (2010), Cowboys & Aliens (2011), Una spia non basta (2012), Chasing Mavericks (2012), Il grande e potente Oz (2013), oltre ad aver recitato come protagonista in The Haunting in Connecticut 2: Ghosts of Georgia (2013).
Dal 2013 al 2016 è stata uno degli interpreti principali della serie televisiva Rectify. Successivamente è una dei protagonisti della serie TV Timeless in cui interpreta il ruolo di Lucy Preston.

## Filmografia

### Cinema
- Campfire Stories, regia di Bob Cea, Andrzej Krakowski e Jeff Mazzola (2001)
- Truth and Dare, regia di Alpesh Patel (2003)
- A Coat of Snow, regia di Gordy Hoffman (2005)
- Jekyll, regia di Scott Zakarin (2007)
- In My Sleep, regia di Allen Wolf (2010)
- Cowboys & Aliens, regia di Jon Favreau (2011)
- Una spia non basta (This Means War), regia di McG (2012)
- Chasing Mavericks, regia di Michael Apted e Curtis Hanson (2012)
- The Haunting in Connecticut 2: Ghosts of Georgia, regia di Tom Elkins (2013)
- Il grande e potente Oz (Oz the Great and Powerful), regia di Sam Raimi (2013)
- This Is Where I Leave You, regia di Shawn Levy (2014)
- The Forger - Il falsario (The Forger), regia di Philip Martin (2014)
- Bastardi insensibili (The Heyday of the Insensitive Bastards), registi vari (2015)

### Televisione
- La valle dei pini (All My Children) – serial TV, 21 puntate (1999-2001)
- Are We There Yet? – film TV (2003)
- Fathers and Sons, regia di Rodrigo García, Jared Rappaport e Rob Spera – film TV (2005)
- CSI - Scena del crimine (CSI: Crime Scene Investigation) – serie TV, episodio 6x03 (2005)
- Killer Instinct – serie TV, episodio 1x12 (2006)
- Una mamma per amica (Gilmore Girls) – serie TV, episodio 6x16 (2006)
- Introducing Lennie Rose, regia di Ken Olin – film TV (2006)
- Angela's Eyes – serie TV, 13 episodi (2006)
- Backyards & Bullets, regia di Charles McDougall – film TV (2007)
- Ghost Whisperer - Presenze (Ghost Whisperer) – serie TV, episodio 2x14 (2007)
- My Boys – serie TV, episodio 1x19 (2007)
- How I Met Your Mother – serie TV, episodio 3x05 (2007), 9x21 (2013)
- Welcome to the Captain – serie TV, episodio 1x03 (2008)
- Bones – serie TV, episodio 3x10 (2008)
- Moonlight – serie TV, episodio 1x16 (2008)
- Private Practice – serie TV, episodio 2x16 (2009)
- Mad Men – serie TV, 6 episodi (2009)
- Castle – serie TV, episodio 2x10 (2009)
- Rex Is Not Your Lawyer – serie TV, episodio 1x01 (2010)
- The Glades – serie TV, episodio 1x05 (2010)
- Hawthorne - Angeli in corsia (Hawthorne) – serie TV, 8 episodi (2010)
- Childrens Hospital – serie TV, episodi 2x06-4x03-4x09 (2010-2012)
- Grace, regia di Lesli Linka Glatter – film TV (2011)
- How to Be a Gentleman – serie TV, episodio 1x01 (2011)
- Suits – serie TV, 13 episodi (2011-2016)
- Rectify – serie TV, 26 episodi (2013-2016)
- True Detective – serie TV, 6 episodi (2015)
- Timeless – serie TV, 26 episodi (2016-2018)
- Grey's Anatomy – serie TV, 15 episodi (2017-2022)
- Timeless: The Movie (The Miracle of Christmas), regia di John Showalter – film TV (2018)
- Reprisal – serie TV, 10 episodi (2019)
- Extended Family - 13 episodi (2023-2024)
- Law & Order - I due volti della giustizia (Law & Order) - serie TV, episodio 24x12 (2025)
- 9-1-1 - serie TV, episodi 8x09 e 8x10 (2025)

## Doppiatrici italiane
Nelle versioni in italiano delle opere in cui ha recitato, Abigail Spencer è stata doppiata da:
- Gemma Donati in Rectify, True Detective, Grey's Anatomy
- Valentina Mari in Timeless, Timeless: The Movie
- Benedetta Degli Innocenti in The Forger - Il falsario
- Maura Cenciarelli in Ghost Whisperer - Presenze
- Giò Giò Rapattoni in This Is Where I Leave You
- Michela Alborghetti in CSI - Scena del crimine
- Domitilla D'Amico ne Il grande e potente Oz
- Emanuela D'Amico in Private Practice
- Giovanna Martinuzzi in Mad Men
- Chiara Colizzi in The Glades
- Mavi Felli in Angela's Eyes
- Antonella Baldini in Suits
- Monica Ward in Castle
- Perla Liberatori in 9-1-1